# KK Teodo Tivat
KK Teodo, crnogorski košarkaški klub iz Tivta.

## Povijest
Osnovan je 2005. godine. Nosi ime Teodo prema starom imenu Tivta. Baštini tradiciju starog Arsenala, koji se uspješno natjecao 1980-ih i 1990-ih pod imenima Partizan i Tivat u ondašnjoj republičkoj ligi. Tivćanski Arsenal star je preko 70 godina i bio je igrao prvu košarkašku utakmicu u Crnoj Gori protiv Bokelja. Bilo je to 1948. godine. Teodo je u devet godina od osnutka postupno napredovao. Godine 2009. ušli su u IA košarkašku ligu Crne Gore. Zahvaljujući i Teodu košarka je premoćno najpopularniji šport u Tivtu te ima svoju navijačku skupinu koji se zovu Teodosi. Teodo je na glasu kao odlično organiziran klub. U crnogorsku, natječe se i u Balkanskoj ligi odnosno Drugoj ABA ligi od 2015./2016. Sezone 2016./17. bili su prvoplasirani u crnogorskom prvenstvu u ligaškom dijelu te su došli do poluzavršnice doigravanja i kupa i Balkanske lige u isto vrijeme. Klub ima školu košarke za sve dobne skupine.

## Vanjske poveznice
- Službene stranice[neaktivna poveznica]
- Facebook Košarkaški klub "Teodo" - Tivat
- Eurobasket

| ABA liga                                                                                    | ABA liga |
| ------------------------------------------------------------------------------------------- | --- |
|                                                                                             | |
| Nazivi: Goodyear liga (2001. – 2006.) · NLB liga (2006. – 2011.) · ABA liga (2011. – danas) | |
|                                                                                             | |
| Sudionici 2024./25.                                                                         | Igokea (Laktaši / Aleksandrovac) · Mornar (Bar) · Budućnost (Podgorica) · Studentski centar (Podgorica) · Split · Zadar · Cibona (Zagreb) · Cedevita Olimpija (Ljubljana) · Krka (Novo Mesto) · Crvena zvezda (Beograd) · FMP (Beograd) · Partizan (Beograd) · Mega (Beograd / Srijemska Mitrovica) · Borac (Čačak) · Spartak (Subotica) · Dubai |
|                                                                                             | |
| Bivši sudionici (2001. – 2024.)                                                             | Borac (Banja Luka) · Bosna (Sarajevo) · Široki (Široki Brijeg) · Sloboda (Tuzla) · Levski (Sofija) · Lovćen (Cetinje) · Sutjeska (Nikšić) · ČEZ (Nymburk) · Kvarner (Rijeka) · Šibenik · Cedevita (Zagreb) · Zagreb · Maccabi (Tel Aviv) · Szolnoki Olaj · Karpoš Sokoli (Skoplje) · MZT (Skoplje) · Helios (Domžale) · Laško · Olimpija (Ljubljana) · Slovan (Ljubljana) · Šentjur · Koper Primorska (Kopar) · FMP Železnik (Beograd) · Radnički (Kragujevac) · Vojvodina Srbijagas (Novi Sad) · Metalac (Valjevo) · Vršac |
|                                                                                             | |
| Sezone:                                                                                     | 2001./02. · 2002./03. · 2003./04. · 2004./05. · 2005./06. · 2006./07. · 2007./08. · 2008./09. · 2009./10. · 2010./11. · 2011./12. · 2012./13. · 2013./14. · 2014./15. · 2015./16. · 2016./17. · 2017./18. · 2018./19. · 2019./20. · 2020./21. · 2021./22. · 2022./23. · 2023./24. · 2024./25. · |
|                                                                                             | |
| Prvaci:                                                                                     | Partizan (7) · Crvena zvezda (7) · FMP Železnik (2) · Olimpija (1) · Zadar (1) · Vršac (1) · Maccabi (1) · Cibona (1) · Budućnost (1) |
|                                                                                             | |
| Doprvaci:                                                                                   | Cedevita (4) · Partizan (4) · Cibona (3) · Crvena zvezda (3) · Budućnost (2) Krka (1) · Maccabi (1) · FMP Železnik (1) · Vršac (1) · Olimpija (1) · Mega (1) · |
|                                                                                             | |
| Prvaci regularne sezone:                                                                    | Crvena zvezda (6) · Partizan (4) · Cibona (2) · Olimpija (1) · Vršac (1) · FMP Železnik (1) · Maccabi (1) · Igokea (1) · Budućnost (1) |
|                                                                                             | |
| ostala natjecanja                                                                           | Druga ABA liga · Superkup ABA lige |

| ABA liga                                                                                    | ABA liga |
| ------------------------------------------------------------------------------------------- | --- |
|                                                                                             | |
| Nazivi: Goodyear liga (2001. – 2006.) · NLB liga (2006. – 2011.) · ABA liga (2011. – danas) | |
|                                                                                             | |
| Sudionici 2024./25.                                                                         | Igokea (Laktaši / Aleksandrovac) · Mornar (Bar) · Budućnost (Podgorica) · Studentski centar (Podgorica) · Split · Zadar · Cibona (Zagreb) · Cedevita Olimpija (Ljubljana) · Krka (Novo Mesto) · Crvena zvezda (Beograd) · FMP (Beograd) · Partizan (Beograd) · Mega (Beograd / Srijemska Mitrovica) · Borac (Čačak) · Spartak (Subotica) · Dubai |
|                                                                                             | |
| Bivši sudionici (2001. – 2024.)                                                             | Borac (Banja Luka) · Bosna (Sarajevo) · Široki (Široki Brijeg) · Sloboda (Tuzla) · Levski (Sofija) · Lovćen (Cetinje) · Sutjeska (Nikšić) · ČEZ (Nymburk) · Kvarner (Rijeka) · Šibenik · Cedevita (Zagreb) · Zagreb · Maccabi (Tel Aviv) · Szolnoki Olaj · Karpoš Sokoli (Skoplje) · MZT (Skoplje) · Helios (Domžale) · Laško · Olimpija (Ljubljana) · Slovan (Ljubljana) · Šentjur · Koper Primorska (Kopar) · FMP Železnik (Beograd) · Radnički (Kragujevac) · Vojvodina Srbijagas (Novi Sad) · Metalac (Valjevo) · Vršac |
|                                                                                             | |
| Sezone:                                                                                     | 2001./02. · 2002./03. · 2003./04. · 2004./05. · 2005./06. · 2006./07. · 2007./08. · 2008./09. · 2009./10. · 2010./11. · 2011./12. · 2012./13. · 2013./14. · 2014./15. · 2015./16. · 2016./17. · 2017./18. · 2018./19. · 2019./20. · 2020./21. · 2021./22. · 2022./23. · 2023./24. · 2024./25. · |
|                                                                                             | |
| Prvaci:                                                                                     | Partizan (7) · Crvena zvezda (7) · FMP Železnik (2) · Olimpija (1) · Zadar (1) · Vršac (1) · Maccabi (1) · Cibona (1) · Budućnost (1) |
|                                                                                             | |
| Doprvaci:                                                                                   | Cedevita (4) · Partizan (4) · Cibona (3) · Crvena zvezda (3) · Budućnost (2) Krka (1) · Maccabi (1) · FMP Železnik (1) · Vršac (1) · Olimpija (1) · Mega (1) · |
|                                                                                             | |
| Prvaci regularne sezone:                                                                    | Crvena zvezda (6) · Partizan (4) · Cibona (2) · Olimpija (1) · Vršac (1) · FMP Železnik (1) · Maccabi (1) · Igokea (1) · Budućnost (1) |
|                                                                                             | |
| ostala natjecanja                                                                           | Druga ABA liga · Superkup ABA lige |